# Carlos Francisco Quintero Alegría
Carlos Francisco Quintero Alegría (nacido en 1896 en Ospino, estado Zamora, actual estado Portuguesa, Venezuela) fue un educador destacado y pionero de la educación de adultos en Venezuela a mediados del siglo XX. Ocupó diversos cargos ediles durante su vida en la región central y de los Llanos venezolanos, llegando a ser director de escuelas, jefe civil de la población de Biscucuy y escritor/editor del diario "Lampos Tinaquero" durante el gobierno del general Marcos Pérez Jiménez.

## Reseña biográfica
El profesor Carlos Quintero Alegría nació en Ospino, para ese entonces Estado Zamora y actual estado Portuguesa, en el año 1896, hijo del General Francisco Quintero Aro y doña Dolores Alegría. Desde muy joven se dedicó al estudio y tuvo una notoria cultura general que lo llevó a desempeñar múltiples funciones, desde Boticario hasta Maestro, y eventual Director Educativo. Durante el gobierno del general Juan Vicente Gómez, su familia queda privada de su fortuna y tierras y se ve en la necesidad de buscar nuevas obligaciones lejos de Guanare (zona central de Venezuela), partiendo a Biscucuy junto con otro gigante de la educación en Portuguesa, el maestro Guillermo Gamarra Marrero, en 1924. En estas tierras realizan censo de la población en edad de estudiar y comienzan una escuela pionera. Gracias a su labor en Biscucuy y olvidadas las diferencias políticas, es nombrado Jefe Civil de Biscucuy por los años 1930, años de crisis en Portuguesa por los alzamientos del General José Rafael Gabaldón. 
Después del Gobierno de Gómez, es nombrado Institutor o Jefe de la Región de los Llanos Occidentales a nivel educativo, coordinando varios centros de estudio en los estados Barinas, Portuguesa y Cojedes, radicándose es este último estado durante los años 1940 en el Gobierno del general Isaías Medina Angarita. En el Municipio Tinaco, trabajó en la Escuela Federal Graduada “Agustín Istúriz” y fue escritor del diario "Lampos Tinaquero", durante muchos años, en los cuales nacieron varios de sus hijos en unión a su esposa Carmen Amelia Pérez de Quintero. 
Finalmente, en los años 1950 vuelve a Guanare, donde se radica definitivamente hasta su muerte en 1969. Es allí donde trabaja como profesor en la Escuela Dr. Meliton Vargas y funda el sistema de educación de adultos del Estado Portuguesa.

## Distinciones
- Medalla de Oro por Labor Educativa de manos del presidente General Marcos Pérez Jiménez.  (1952)

En la actualidad existen en Venezuela 3 instituciones educativas que llevan su nombre:
Escuela Básica Prof. Carlos Quintero Alegría Municipio Gral. José Laurencio Silva, el Tinaco Estado Cojedes.
Escuela Bolivariana Carlos Quintero Alegría Boconoito Estado Portuguesa.
Escuela Primaria Carlos Quintero Alegría San Carlos Estado Cojedes.